# Turócnémeti
Turócnémeti (1899-ig Szklenó, szlovákul Sklené, németül Glaserhau) község Szlovákiában, a Zsolnai kerületben, a Stubnyafürdői járásban.

## Fekvése
Körmöcbányától 14 km-re északnyugatra, a Turóc jobb partján.

## Története
A falut a 14. század végén a zsolnai német jog alapján Glaser Péter körmöci polgár alapította. Első említése – „Sceklenner Lehota” – 1367-ből származik. 1382-ben „Sclenar Lehota”, 1393-ban „Gloershau”, 1400-ban „Sceclenner”, 1401-ben „Zklnerlehota”, „Zklenerlehota”, 1405-ben „Scekleuner”, „Zklennorlehotya”, „Zklennarlehotya” neveken találjuk. 1405-ben Körmöcbánya város birtoka lett. Régi templomát 1560-ban említik, ennek helyére épült a mai templom 1627-ben. 1715-ben 104 házában 1270 lakos élt. 1773-ban „Sklenno” alakban szerepel a korabeli forrásokban.
A 18. század végén Vályi András így ír róla: „SZKLENNO. Német falu Túrócz Várm. földes Ura Körmöcz Városa, lakosai katolikusok, fekszik Ivantsinához másfél mértföldnyire; határja leginkább zabot terem, erdővel, ’s legelővel bővelkedik.”
1828-ban 122 háza és 1563 lakosa volt, akik favágással, szénégetéssel, alkalmi munkákkal foglalkoztak. A 19. században területének egy része a kincstár tulajdona volt. Egykor határában üvegkohó működött.
Fényes Elek 1851-ben kiadott geográfiai szótárában így ír a faluról: „Szklenó, (Glazerhaj), német f., Thurócz vmegyében, közel a Bars megyei határszélhez. Számlál 1522 kath., 41 evang. lak. Kath. paroch. templom. Erdeje igen nagy, legelője is bőven; de földje leginkább zabot terem. F. u. Körmöcz városa. Ut. p. Körmöcz.”
A trianoni diktátumig Turóc vármegye Stubnyafürdői járásához tartozott.
A háború után lakói mezőgazdasággal, erdei munkákkal, kosárfonással, szövéssel, bognármesterséggel foglalkoztak. A faluban fűrésztelep és sörfőzde is működött. A második világháború idején 1944. szeptember 21-én csehszlovák partizánok a falu 187 német lakosát lemészárolták. 1945 után német lakosságát erőszakkal kitelepítették, helyükre magyarországi és romániai szlovákok érkeztek.

## Népessége
| Év:            | 1994. | 2004.   | 2014.   | 2024.   |
| -------------- | ----- | ------- | ------- | ------- |
| Emberek száma: | 874   | 788     | 738     | 666     |
| Eltérés:       |       | -9,83 % | -6,34 % | -9,75 % |

| Év:            | 2023. | 2024.   |
| -------------- | ----- | ------- |
| Emberek száma: | 674   | 666     |
| Eltérés:       |       | -1,18 % |

1910-ben 2660 lakosából 2555 német anyanyelvű volt.
2001-ben 816 lakosából 776 szlovák és 27 német volt.
2011-ben 768 lakosából 691 szlovák és 10 német volt.
2021-ben 686 lakosából 653 (+2) szlovák, (+2) magyar, 10 egyéb és 23 ismeretlen nemzetiségű volt.

## Nevezetességei

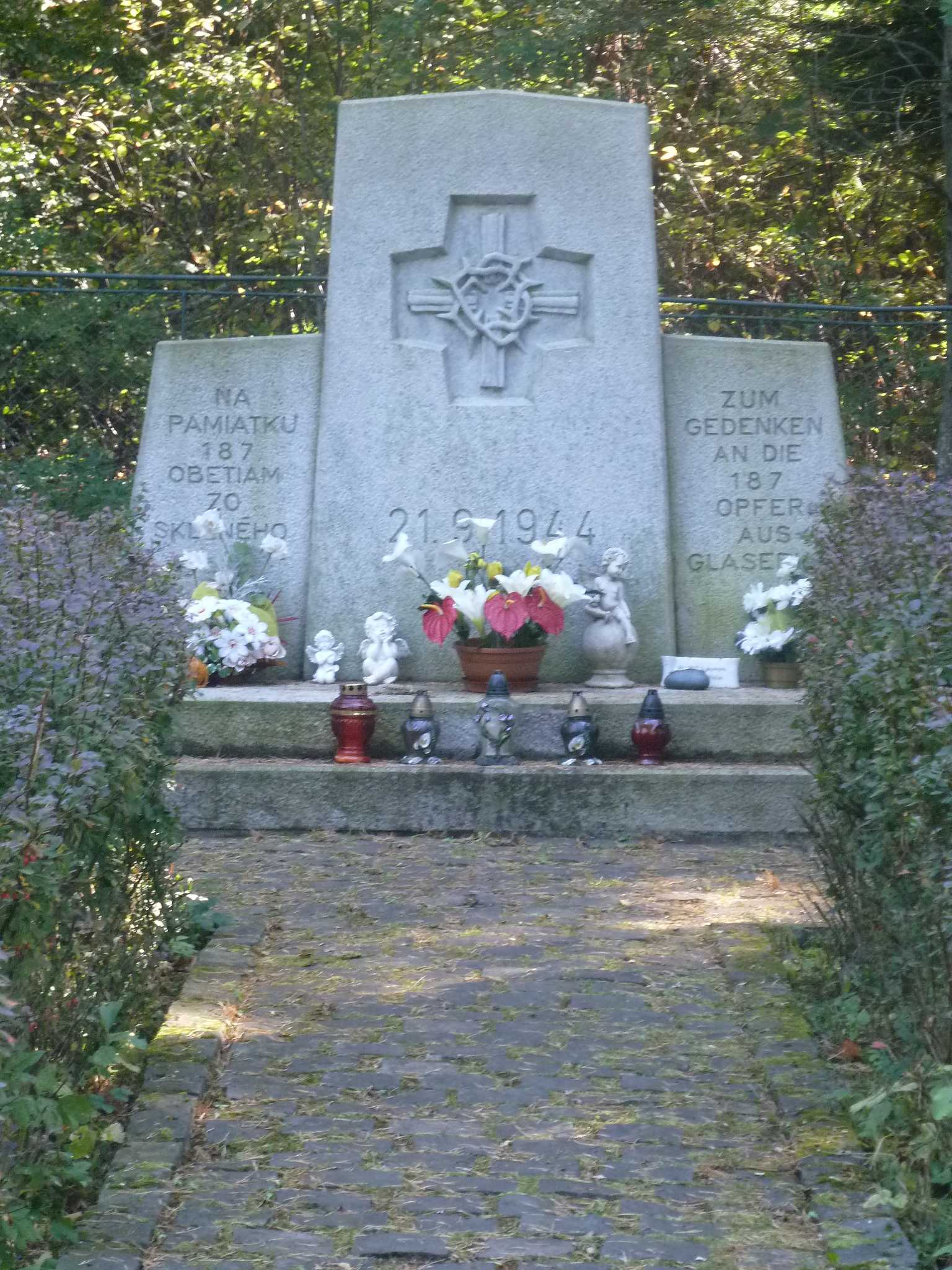

- Az egykori bírói ház eredetileg a 17. század elején épült reneszánsz stílusban. 1912-ben átépítették.
- Római katolikus temploma 1626-1627-ben épült reneszánsz stílusban a korábbi templom alapjain. Belsejében reneszánsz stallum látható.
- A csehszlovák partizánok által lemészárolt 187 helybéli német lakosának emlékműve.

## Külső hivatkozások
- E-obce.sk Archiválva 2008. június 20-i dátummal a Wayback Machine-ben
- Községinfó
- Turócnémeti Szlovákia térképén